# 강화도 조약

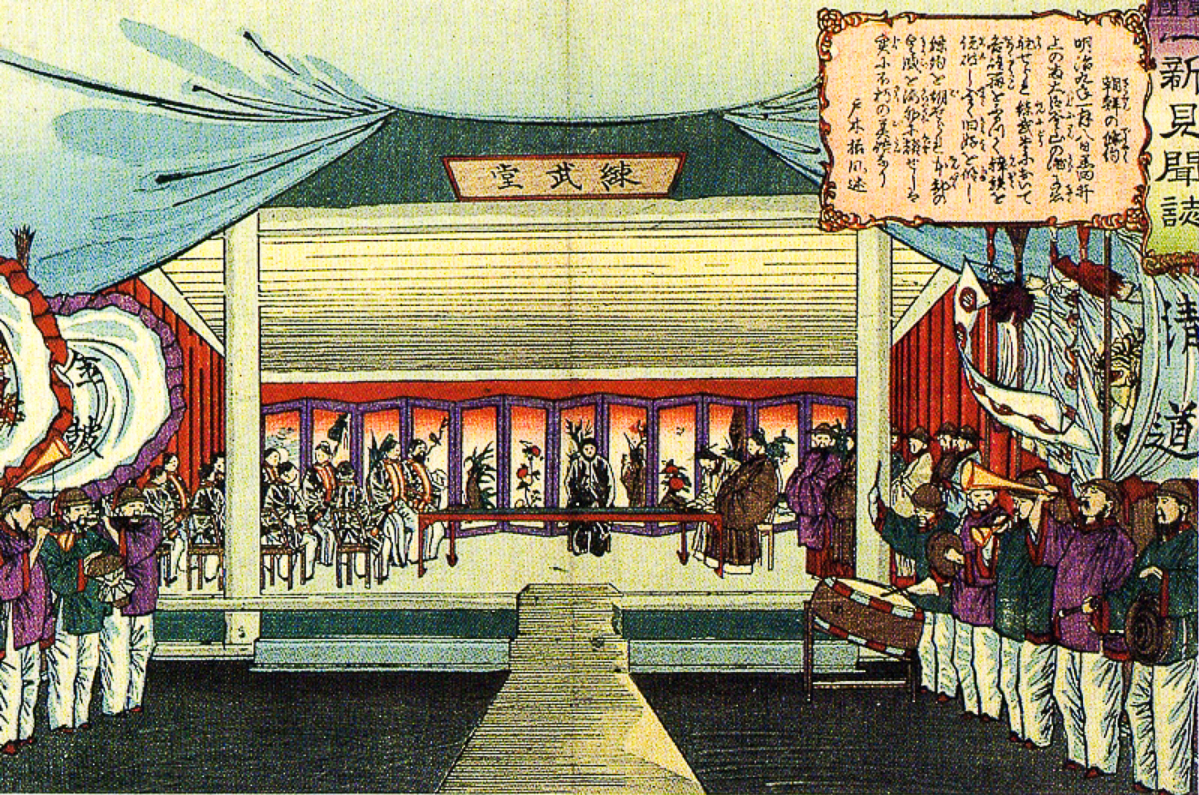
1876년 2월 27일 오전 9시 강화유수영 연무당에서 조선 수석대표 신헌과 일본 수석대표 구로다 기요타카가 조일수호조규에 서명하는 모습

조일수호조규(朝日修好條規, 영어: Japan-Korea Treaty of 1876) 또는 강화도 조약(江華島條約)은 1876년 2월 27일(고종 13년 음력 2월 3일) 조선과 일본 제국 사이에 체결된 조약이다.
한일 관계에서 중요한 의의가 있다. 근대 국제법의 토대 위에서 맺은 최초의 조약이며, 흔히 일본의 강압적 위협으로 맺어진 불평등 조약으로 얘기되지만, 일본의 요구가 일방적으로 관철된 조약은 아니다. 일본 측은 조약의 내용보다 조약 체결 그 자체를 우선하여 반정부 세력이 '정한론'을 매개로 결집하는 걸 막으려 했고, 수호조약을 체결한 우호 국가를 대상으로 징벌하자고 주장할 수는 없기 때문이다.

## 배경
일본은 자신들이 일으킨 운요호 사건을 핑계로 1876년 1월 30일 조선에 군함과 함께 전권대사를 보내 협상을 강요하였다. 이때 일본에서는 정한론자도 조선 개혁론자도 있었다. 운요호 사건에 대한 조선 정부의 사죄, 조선 영해의 자유항행, 강화 부근 지점의 개항 등을 조건으로 조선을 개국시키기로 결정했다. 그래서 표면상으로 운요호 사건의 평화적 해결, 통상수호조약의 체결이란 구실로 1876년(고종 13)에 구로다 기요타카를 전권대사, 이노우에 가오루를 부사(副使)로 보냈다. 이들은 일진(日進)·맹춘(孟春) 등 3척의 군함으로 1876년(고종 13) 1월 부산에 입항하여, 교섭이 진전되지 않으면 전쟁이 일어날 것을 예상하여 육군을 증가해서 보낼 것을 본국에 요청한 뒤에 강화도로 향하고, 모리야마 시게루(森山茂)로 하여금 예비교섭을 시켰다. 이에 조선 정부는 매우 긴장하여 시원임대신회의(時原任大臣會議)를 개최하고 대책을 토의한 뒤에 신헌(申櫶)을 접견대관, 윤자승(尹滋承)을 부관으로 임명하여 교섭에 대처하게 하여, 강화도를 회담 장소로 결정하고 정식 회담을 열었다.
명, 청 대의 해금정책( 쇄국정책 )을 사대주의에(조공무역 공무역) 찌들어 해금정책을 같은시대에 시행했던 조선의 상황은 근대무역(통상)에 대해 장님과 같은 상황이었다. 이때 일본은 자주국가라 명시하였으나
해금 철폐조약인 조청상민수륙무역장정(1882.8.23)에서 청은 조선을 속방(屬邦)이라 명시했다. 조미수호통상조약(1882.5.22)에서 처음으로 관세권이 설정되면서, 결국 일본도 더 이상 무관세를 고집할 수 없었다. (1883년 7월 25일 조선과 일본 사이에 새로운 통상장정 조일통상장정이 맺어졌다.)

## 결과
당시 강화도 조약의 체결을 위해 조선측에서는 신헌이, 일본측에서는 구로다 기요타카가 만났다. 이 때 구로다 기요타카가 《만국공법》을 언급하며 조약 체결을 제안했던 것으로 알려져 있다. 1877년 12월 17일에는 하나부사 요시모토가 《만국공법》과 《성호지장(星軺指掌)》을 조선측에 기증하였다. 당시에는 강화도 조약 체결이후 양국 공사의 상호 파견 주재에 대해 조선과 일본간 견해가 충돌하고 있었다. 공사 교환에 소극적이던 조선의 자세를 누그러뜨리기 위해 하나부사 요시모토는 위의 두 책을 전달하며 공사 교환이 서구 조약체제 하에서 상식적으로 이루어지는 일임을 설명하였다.
총 세 번의 회의를 열었는데, 조선 정부에서는 흥선대원군 일파와 유생들의 반대로 의견이 제각각이었으나 박규수·오경석 등의 주장과 청나라 북양대신 이홍장의 권고, 고종의 적극적인 개항 의사에 따라 개국을 결정했다.
조선이 개국을 결정하게 된 이유는
1. 세계 대세로 볼 때에 개국을 해야만 할 객관적 조건이 성숙했으며,
2. 일본 정부의 무력시위가 국내의 척화론(斥和論)보다 강력히 작용했으며,
3. 민씨 일파가 개국을 버리고 쇄국을 하게 된다는 것은 민씨파의 실각, 즉 흥선대원군의 득세를 초래하는 결과를 가져오는 것이었고,
4. 청나라가 개국을 찬성한 것,
5. 고종이 개항에 적극적이었던 점 때문이었다.

사태가 이와 같이 되자 일시중단 상태에 있던 강화도 회담도 급속히 진전되어 1876년 2월 26일에 조인을 끝마친다.

## 내용
대일본국은 대조선국과 본디 우의(友誼)를 두터이 하여온 지가 여러 해 되었으나 지금 두 나라의 정의(情意)가 미흡한 것을 보고 다시 옛날의 우호 관계를 닦아 친목을 공고히 한다.
이는 일본국 정부에서 선발한 특명 전권 변리 대신 육군 중장 겸 참의 개척 장관(陸軍中將兼參議開拓長官) 구로다 기요타카와 특명 부전권 변리 대신 의관 이노우에 가오루가 조선국 강화부(江華府)에 와서 조선국 정부에서 선발한 판중추부사 신헌(申櫶)과 부총관 윤자승(尹滋承)과 함께 각기 받든 유지(諭旨)에 따라 조관(條款)을 의정(議定)한 것으로서 아열거한다.
제1관 조선국은 자주 국가로서 일본국과 평등한 권리를 보유한다.이후 양국은 화친의 실상을 표시하려면 모름지기 서로 동등한 예의로 대해야 하고, 조금이라도 상대방의 권리를 침범하거나 의심하지 말아야 한다. 우선 종전의 교제의 정을 막을 우려가 있는 여러 가지 규례들을 일체 혁파하여 없애고 너그럽고 융통성 있는 법을 열고 넓히는 데 힘써 영구히 서로 편안하기를 기약한다.
제2관 일본국 정부는 지금부터 15개월 뒤에 수시로 사신을 파견하여 조선국 경성(京城)에 가서 직접 예조 판서(禮曹判書)를 만나 교제 사무를 토의하며, 해사신(該使臣)이 주재하는 기간은 다 그때의 형편에 맞게 정한다. 조선국 정부도 수시로 사신을 파견하여 일본국 동경(東京)에 가서 직접 외무경(外務卿)을 만나 교제 사무를 토의하며, 해사신이 주재하는 기간 역시 그 때의 형편에 맞게 정한다.
제3관 이후 양국 간에 오가는 공문(公文)은 일본은 자기 나라 글을 쓰되 지금부터 10년 동안은 한문으로 번역한 것 1본(本)을 별도로 구비한다. 조선은 한문을 쓴다.
제4관 조선국 부산(釜山) 초량항(草梁項)에는 오래 전에 일본 공관(公館)이 세워져 있어 두 나라 백성의 통상 지구가 되었다. 지금은 종전의 관례와 세견선(歲遣船) 등의 일은 혁파하여 없애고 새로 세운 조관에 준하여 무역 사무를 처리한다. 또 조선국 정부는 제5관에 실린 두 곳의 항구를 별도로 개항하여 일본국 인민이 오가면서 통상하도록 허가하며, 해당 지역에서 임차한 터에 가옥을 짓거나 혹은 임시로 거주하는 사람들의 집은 각각 그 편의에 따르게 한다.
제5관 경기(京畿), 충청(忠淸), 전라(全羅), 경상(慶尙), 함경(咸鏡) 5도(道) 가운데 연해의 통상하기 편리한 항구 두 곳을 골라 지명을 지정한다. 개항 시기는 일본력(日本曆) 명치(明治) 9년 2월, 조선력 병자년(1876년) 2월부터 계산하여 모두 20개월로 한다.
제6관 이후 일본국 배가 조선국 연해에서 큰 바람을 만나거나 땔나무와 식량이 떨어져 지정된 항구까지 갈 수 없을 때에는 즉시 곳에 따라 연안의 지항(支港)에 들어가 위험을 피하고 모자라는 것을 보충하며, 선구(船具)를 수리하고 땔나무와 숯을 사는 일 등은 그 지방에서 공급하고 비용은 반드시 선주(船主)가 배상해야 한다. 이러한 일들에 대해서 지방의 관리와 백성은 특별히 신경을 써서 가련히 여기고 구원하여 보충해 주지 않음이 없어야 할 것이며 감히 아끼고 인색해서는 안 된다. 혹시 양국의 배가 큰 바다에서 파괴되어 배에 탄 사람들이 표류하여 이르면 곳에 따라 지방 사람들이 즉시 구휼하여 생명을 보전해주고 지방관에게 보고하며 해당 관청에서는 본국으로 호송하거나 가까이에 주재하는 본국 관원에게 교부한다.
제7관 조선국 연해의 도서(島嶼)와 암초는 종전에 자세히 조사한 것이 없어 극히 위험하므로 일본국 항해자들이 수시로 해안을 측량하여 위치와 깊이를 재고 도지(圖志)를 제작하여 양국의 배와 사람들이 위험한 곳을 피하고 안전한 데로 다닐 수 있도록 한다.
제8관 이후 일본국 정부는 조선국에서 지정한 각 항구에 일본국 상인을 관리하는 관청을 수시로 설치하고, 양국에 관계되는 안건이 제기되면 소재지의 지방 장관과 토의하여 처리한다.
제9관 양국이 우호 관계를 맺은 이상 피차의 백성들은 각자 임의로 무역하며 양국 관리들은 조금도 간섭할 수 없고 또 제한하거나 금지할 수도 없다. 양국 상인들이 값을 속여 팔거나 대차료(貸借料)를 물지 않는 등의 일이 있을 경우 양국 관리는 포탈한 해당 상인을 엄히 잡아서 부채를 갚게 한다. 단 양국 정부는 대신 상환하지 못한다.
제10관 일본국 인민이 조선국이 지정한 각 항구에서 죄를 범하였을 경우 조선국에 교섭하여 인민은 모두 일본국에 돌려보내 심리하여 판결하고, 조선국 인민이 죄를 범하였을 경우 일본국에 교섭하여 인민은 모두 조선 관청에 넘겨 조사 판결하되 각각 그 나라의 법률에 근거하여 심문하고 판결하며, 조금이라도 엄호하거나 비호함이 없이 공평하고 정당하게 처리한다.
제11관 양국이 우호 관계를 맺은 이상 별도로 통상 장정(章程)을 제정하여 양국 상인들이 편리하게 한다. 또 현재 논의하여 제정한 각 조관 가운데 다시 세목(細目)을 보충해서 적용 조건에 편리하게 한다. 지금부터 6개월 안에 양국은 따로 위원(委員)을 파견하여 조선국의 경성이나 혹은 강화부에 모여 상의하여 결정한다.
제12관 이상 11관 의정 조약은 이날부터 양국이 성실히 준수하고 준행하는 시작으로 삼는다. 양국 정부는 다시 고치지 못하고 영원히 성실하게 준수해서 화호(和好)를 두텁게 한다. 이를 위하여 조약서 2본(本)을 작성하여 양국 위임 대신이 각각 날인하고 서로 교환하여 신임을 명백히 한다.
— 대조선국 개국(開國) 485년 병자년(1876년) 2월 2일
대관(大官) 판중추부사 신 헌
부관 도총부 부총관 윤자승
— 대일본국 기원 2536년 명치(明治) 9년 2월 6일
특명 전권 변리 대신 육군 중장 겸 참의 개척 장관 구로다 기요타카
특명 부전권 변리 대신 의관(議官) 이노우에 가오루

## 조약 직후 일본 정세
일본은 메이지 유신(1867년) 이후 9년이 지난 시점인 이 조약 체결 직후 1877년 초 몰락사족(사무라이)에 의한 반란(서남전쟁)이 일어났다. 주동은 사이고 다카모리(메이지 유신의 주역중에 한명)에 의한 것. 4만의 사족들과 징병제로 뽑은 7만의 농민군이 전쟁을 치루어 전쟁물자면에서 우위에 선 신정부(농민군)가 승리하였다. 그리고 이것이 일본 마지막 내전이 되었다.

## 부록 및 후속 조약

### 조일수호조규 부록
조일수호조규를 보완하기 위해 6개월 뒤, 1876년 8월 24일(음력 7월 6일)에 체결된 조약이다. 총 11관으로 이루어져 있으며, 4관을 통하여 간행이정은 10리로 정했으며, 특히 7관에 일본인이 조선 내에서 일본화폐를 사용할 수 있도록 규정하여, 조선 내 화폐체계 이원화와 일본의 경제침투를 가져오는 단초가 되었다.

### 조일무역규칙
조일수호조규 체결의 해인 1876년 8월 24일, 조일수호조규부록과 함께 조일무역규칙이 맺어진다. 총 11관으로 이루어져 있으며 특히 6관에 양곡의 무제한 유출 허용, 7관에 일본 수출입 상품에 대한 무관세 등의 내용이 포함되어 있어 그 불평등성을 더욱 심화시켰다.

### 조일수호조규 속약
1882년 8월 30일(음력 7월 17일), 임오군란의 후속대책으로 제물포 조약이 체결되면서, 같은 날 함께 조인되었다. 총 2관으로 (1관)간행이정 50리(100리)·양화진 개장과 (2관)일본 외교관의 조선여행 가능을 내용으로 한다.

### 조일통상장정
1876년 강화도조약을 맺은 직후, 조선과 일본 두 나라 사이의 통상관계에 대한 간단한 약조를 규정한 조일무역규칙은 수출입 상품에 대한 무관세를 규정한 불평등한 조약이었다. 이에 조선정부는 특히 관세권의 회복을 위해 외교적 노력을 모색하였다. 1882년 조미수호통상조약에서 처음으로 관세권이 설정되면서, 결국 일본도 더 이상 무관세를 고집할 수 없었다. 그리하여 1883년 7월 25일 조선과 일본 사이에 새로운 통상장정이 맺어졌다.
총 42관으로, 주요 내용은 다음과 같다.
입항하거나 출항하는 각 화물이 해관을 통과할 때는 응당 본 조약에 첨부된 세칙(稅則)에 따라 관세를 납부해야 한다.— 9관

조선국에서 가뭄과 홍수, 전쟁 등의 일로 인하여 국내에 양식이 결핍할 것을 우려하여 일시 쌀수출을 금지하려고 할 때에는 1개월 전에 지방관이 일본 영사관 에게 통지한다.— 37관 (방곡령)

현재나 앞으로 조선 정부에서 어떠한 권리와 특전 및 혜택과 우대를 다른 나라 관리와 백성에게 베풀 때에는 일본국 관리와 백성도 마찬가지로 일체 그 혜택을 받는다.— 42관 (최혜국대우)

조일통상장정은 관세자주권 확보와 식량약탈을 제도적으로 규제하려는 내용을 담고 있어 이전 조약과 성격이 다르다.

## 같이 보기
- 조미 수호 통상 조약
- 조영 통상 조약
- 조독 수호 통상 조약
- 한로 수호 통상 조약
- 조불 수호 통상 조약
- 조오 수호 통상 조약
- 대한국·대청국 통상 조약
- 조중 변계 조약
  - 백두산정계비
- 운요호 사건
- 조선의 일본 국서 거부
- 조일무역규칙
- 두모진 해관 사건